# 鞄のいたがき
鞄のいたがきは、日本の皮革製品メーカー。創業者は板垣英三。

## 歴史
1982年　赤平市の旧教職員住宅を新社屋に｢株式会社いたがき｣として創業。
創業に合わせて鞍ショルダーを製作した。
1991年 札幌店を開設。
1994年 いたがき製品を札幌市内の｢ななかまど｣（有限会社清野クラフト）で販売を開始。
1995年 札幌店を閉め、東京店を開設。
1997年 長女である板垣江美がドイツにて｢EMI ITAGAKI DESIGN」を設立。赤平本店に管理棟（現裁断棟）を新築。
1998年 長男である板垣英一が代表取締役社長に就任。英三はドイツに滞在して、鞍ショルダーに続く鞍シリーズを開発した。
2007年 麻布十番店を一新。京王プラザホテル札幌店を開設。第２回ものづくり日本大賞優秀賞を受賞した。

## こだわり
職人によって全て手作業で製品を仕上げている。
社内に修理部門があり、使い込んだ製品を修理に出すことができ、最初の状態のように戻し、ほぼ新品のような状態に修理をする。

## 直営店
- 赤平本店
- 京王プラザホテル札幌店
- 新千歳空港クラフトスタジオ店
- 京王プラザホテル新宿店
- 中部国際空港セントレア店
- 京都御池店

## 関連書籍
- 北室かず子『北の鞄ものがたり〜いたがきの職人魂』